# Noor-Eesti

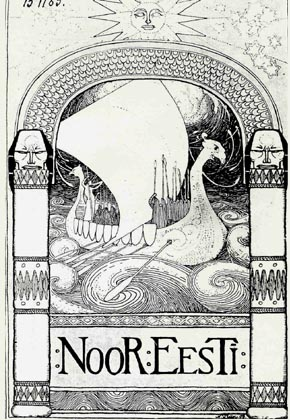
Portada de la antología de Noor-Eesti, publicada en 1905.

Noor-Eesti fue un grupo literario neorromántico fundado alrededor de 1905, liderado por el poeta Gustav Suits y el cuentista Friedebert Tuglas. Otros miembros del grupo eran Villem Grünthal-Ridala y Johannes Aavik. Gustav Suits articuló la ideología del grupo así:
"Lo que anima y enaltece a la humanidad es la educación. Nuestro lema es: ¡Más cultura! ¡Más cultura europea! Sigamos siendo estonios, pero también europeos. Queremos descubrir las ideas y formas hacia las que nos impulsan nuestro espíritu, carácter y necesidades nacionales, por un lado, y la cultura europea, por otro."
El programa estético del grupo seguía las tendencias de la literatura finlandesa, francesa, alemana, escandinava e italiana de la época, incluyendo elementos del impresionismo, el simbolismo y el expresionismo. La Revolución rusa de 1917 dispersó a los miembros del movimiento, y algunos huyeron al exilio. El grupo también funcionó como editorial y publicó cinco antologías de Noor-Eesti entre 1905 y 1915.